# 蒂迪旺沙山脈

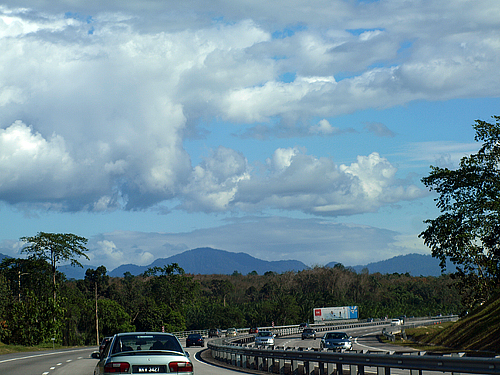
從南北大道仕林河段望向蒂迪旺沙山脈

蒂迪旺沙山脈（بنجرن تيتيوڠسا）是馬來半島的主幹山脈，也是馬來半島的自然分隔線，將半島分成東岸及西岸地區。山脈由泰國南部開始一直延伸至馬來西亞柔佛州的金山（Gunung Ledang）。馬來語亦稱其為，意為「中央山脈」；泰語則稱其為「卡拉武里山脈」（เทือกเขาสันกาลาคีรี，IPA：[tʰīw kʰǎw sǎn.kāːlāːkʰīːrīː]）。最高峰是可布山的可布峰，海拔高2183米。
馬來西亞多個旅遊景點均座落於蒂迪旺沙山脈，例如金馬侖高原、雲頂高原和福隆港。

## 外部連結
- Perak Tourism - Royal Belum State Park
- Gunung Stong State Park
- San Kara Khiri National Park
- Budo - Su-ngai Padi National Park
- Namtok Sai Khao National Park
- Hala Bala Wildlife Sanctuary （页面存档备份，存于）